# Patrik Räfling
Patrik Mikael Räfling, född 22 juli 1974, är en svensk trummis.
Räfling spelade i Hammerfall mellan 1997 och 1999. Han spelade tidigare i Mega Slaughter (1987–1992), Aeon (1991) & Lost Horizon. Sedan 2001 spelar han i Jaggernaut och sedan 2002 i Full Strike.